# Championnat du Liban de football de deuxième division
Le championnat du Liban de football de 2e division a été créé en 1934, constitue l'antichambre de l'élite du football au Liban.

## Palmarès
| Saison  | Vainqueur                                             |
| ------- | ----------------------------------------------------- |
| 2003–04 | Akhaa Ahli Aley FC                                    |
| 2004–05 | Salam Zgharta FC                                      |
| 2005–06 | Shabab Al Sahel Football Club                         |
| 2006–07 | Racing Club de Beyrouth                               |
| 2007–08 | Salam Zgharta FC                                      |
| 2008–09 | Al Ahli Saida SC                                      |
| 2009–10 | Salam Sour SC                                         |
| 2010–11 | AC Tripoli                                            |
| 2011–12 | Al Egtmaaey Sporting Club                             |
| 2012–13 | Groupe A: Salam Zgharta FC Groupe B: Al Mabarra FC    |
| 2013–14 | Groupe A: Chabab Ghazieh SC Groupe B: Al Nabi Chit SC |
| 2014–15 | Al Egtmaaey Sporting Club                             |
| 2015–16 | Tadamon Sour Sporting Club                            |
| 2016–17 | Ansar Al Mawadda Sporting Club                        |
| 2017–18 | Shabab Al Sahel Football Club                         |
| 2018–19 | Bourj Football Club                                   |
| 2019–20 | interrompu                                            |
| 2020–21 | Sporting Beyrouth                                     |